# Amazona ventralis
La cotorra de La Española (Amazona ventralis), también conocida como cotorra dominicana o amazona de La Española, es una especie de ave psitaciforme de la familia Psittacidae endémica de La Española, que incluye la República Dominicana y Haití. Su frente blanca, pico claro, anillo ocular blanco, parche azul en la oreja y parche marrón en el vientre son las principales características que lo diferencian de otras especies de loros del género Amazona. Su cuerpo mide unos 28 centímetros de longitud. Un adulto típico pesa 250 g (8,75 oz).
Esta especie estaba muy extendida en La Española, pero sufrió un declive significativo durante el siglo XX. Su área de distribución se limitó principalmente a las montañas interiores en la década de 1930 y se está volviendo más típica en ciudades metropolitanas como Santo Domingo.

## Taxonomía
El biólogo Alemán Philipp Ludwig Statius Müller publicó la primera descripción científica en 1776. En 1535, el historiador Español Gonzalo Fernández de Oviedo publicó descripciones escritas del loro de la Española. Oviedo los describe como Higuacas nombre derivado de la palabra Taína para estas aves.
En esta isla hay tres especies grandes, algunas, otras menores y muy pequeñas. Los grandes son llamados por los indios Higuacas, la sílaba media larga [encentuada], y estos difieren de los de las otras islas en que tienen una frente blanca, no verde o roja. Los de este tipo en Cuba tienen la frente roja. Estos son muy habladores cuando se les enseña a hablar palabras humanas. El otro tipo, de tamaño mediano, se llama xaxabis. Son mucho más verdes y algunos tienen plumas rojas. Son muy ruidosos, nerviosos e inquietos. Muerden y son más irritables que los demás. Nunca aprenden nada sobre el habla humano, no importa cuánto se les enseñe, pero son muy habladores en su propio idioma. Diez de estos xaxabis atacan a cien higuacas y los derriban y nunca se encuentran en paz entre sí. Cada especie viene en un rebaño para reunirse mucho y donde uno va, todo el mundo va, cada especie llama a su manera. Los higos tienen un sonido más fuerte y más profundo, el xaxabis más agudo y más alto lanzado. — Gonzalo Fernández de Oviedo, De la natural historia de las Indias

## Descripción
Tienen plumas de color verde brillante con bordes azules en la mayoría de ellas. Cuentan con cubiertas negras para las orejas, algunas manchas azules en las mejillas y la corona, algunas manchas rojas debajo de la barbilla y una frente blanca notable y un área alrededor de los ojos. Además, tienen plumas rojas en el abdomen, cubiertas de viento azules, bordes exteriores verdes, debajo de la piel verde amarillenta, una cola verde con puntas amarillas en la parte superior, plumas rojas de la cola exterior en la base, un pico de color cuerno y ojos marrones con pies pálidos. Sus cuerpos miden aproximadamente 28 centímetros de largo. Un adulto típico pesa 250g (8.75 oz).

### Ecología
Habitan en una variedad de entornos boscosos a unos 1.500 metros sobre el nivel del mar, desde áridas palmeras de sabana, bosques de pinos y bosques de montaña húmedos. Con frecuencia se forran en tierras cultivadas, como plantaciones de plátanos y campos de maíz. Se encuentran en todas las elevaciones en bosques, arboledas y matorrales, dondequiera que haya frutas y semillas adecuadas. Las poblaciones se han limitado a reservas forestales y parques nacionales como Jaragua, Cotubanamá, y Los Haitises. Consumen semillas o frutos de Caesalpinia, Psidium y Ficus.

### Poblaciones
Se estima que la población es de alrededor de 10.000-19.999 ejemplares. Esto equivale a 6.667-13.333 individuos maduros, redondeados aquí a 6.000-5.000 individuos maduros.

### Reproducción
Los loros forman una pareja de por vida, poner 2-4 huevos por manojo. Por lo general, anidan en cavidades en árboles de hasta 20 metros por encima del suelo, pero se han encontrado nidos tan bajos como 1,5 metros. También se ha informado de anidación en repisas rocosas. Cría entre los meses de febrero y junio. Se han observado parejas de prospección a mediados de abril, lo que sugiere que la temporada puede extenderse aún más en el año.

## Amenazas
Los traficantes que sacan polluelos de sus nidos pueden destruir las cavidades de los árboles que los loros reutilizan cada temporada, lo que reduce la probabilidad de que los loros puedan anidar con éxito. Son cazados para comer, atrapados para el comercio local y están atrapados para el comercio internacional como aves de jaula. También es cazado por ser una plaga de cultivos.
El comercio o la posesión de loros está prohibido por la ley de la República Dominicana.